# ویپر (اونشتروت)
ویپر (اونشتروت) (به انگلیسی: Wipper (Unstrut)) رودخانه‌ای است که در آلمان جریان دارد.